# Liste der Monuments historiques in Chambéry
Die Liste der Monuments historiques in Chambéry führt die Monuments historiques in der französischen Stadt Chambéry auf.

## Liste der Bauwerke
| Bezeichnung                                               | Beschreibung | Standort                                   | Kennzeichnung | Schutzstatus   | Datum     | Bild |
| --------------------------------------------------------- | ------------ | ------------------------------------------ | ------------- | -------------- | --------- | ---- |
| Ehemaliger Bischofssitz                                   |              | (Lage)                                     | PA00118222    | Classé         | 1911      |      |
| Kathedrale Saint-François-de-Sales                        |              | (Lage)                                     | PA00118223    | Classé         | 1906      |      |
| Schloss Buisson-Rond                                      |              | Rue Sainte-Rose (Lage)                     | PA00118225    | Inscrit        | 1982      |      |
| Schloss Caramagne                                         |              | (Lage)                                     | PA00118226    | Inscrit        | 1963      |      |
| Ehemaliges Schloss der Herzöge von Savoyen                |              | (Lage)                                     | PA00118227    | Classé         | 1881      |      |
| Couvent de la Visitation de Lemenc                        |              | (Lage)                                     | PA00118228    | Inscrit        | 1946      |      |
| Kreuz                                                     |              | Faubourg Mâché et chemin de Montjay (Lage) | PA00118229    | Inscrit        | 1942      |      |
| Domaine de Vidonne                                        |              | 7, avenue de la Grande-Chartreuse (Lage)   | PA00118330    | Inscrit Classé | 1991 1993 |      |
| Kirche Saint-Pierre (Lemenc)                              |              | (Lage)                                     | PA00118230    | Classé Inscrit | 1900 1966 |      |
| Kirche Notre-Dame                                         |              | Rue Saint-Antoine (Lage)                   | PA00118231    | Classé         | 1996      |      |
| Fontaine des deux Bourneaux                               |              | Faubourg Mâché (Lage)                      | PA00118232    | Inscrit        | 1943      |      |
| Fontaine des éléphants                                    |              | Place des Eléphants (Lage)                 | PA00118233    | Classé         | 1982      |      |
| Hôtel de Chateauneuf                                      |              | (Lage)                                     | PA00118234    | Inscrit        | 1943      |      |
| Hôtel de Montjoie                                         |              | 143, 145 Place Saint-Léger (Lage)          | PA00118238    | Classé         | 1984      |      |
| Hôtel des Douanes                                         |              | (Lage)                                     | PA00118236    | Inscrit        | 1948      |      |
| Hôtel des Marches                                         |              | 1, rue Croix-d’Or (Lage)                   | PA00118237    | Inscrit        | 1950      |      |
| Hôtel du Bourget                                          |              | 11, rue Métropole (Lage)                   | PA00118320    | Inscrit        | 1989      |      |
| Hôtel-Dieu                                                |              | (Lage)                                     | PA00118235    | Classé         | 1900      |      |
| Hôtel Dieulefis                                           |              | 64, 66 Place Saint-Léger (Lage)            | PA00118239    | Inscrit        | 1946      |      |
| Lycée                                                     |              | Square Jules-Daisy (Lage)                  | PA00118224    | Classé Inscrit | 1950 1995 |      |
| Maison des Charmettes                                     |              | 890, chemin des Charmettes (Lage)          | PA00118240    | Classé         | 1905      |      |
| Justizpalast                                              |              | Place du Palais-de-Justice (Lage)          | PA00118241    | Inscrit        | 1984      |      |
| Pâtisserie Le Fidèle Berger                               |              | 15, rue de Boigne (Lage)                   | PA73000007    | Inscrit        | 2004      |      |
| Rotonde ferroviaire de Chambéry, Rundlokschuppen der SNCF |              | (Lage)                                     | PA00118242    | Inscrit        | 1984      |      |
| Stadttheater                                              |              | Place du Théâtre (Lage)                    | PA00118243    | Inscrit Classé | 1984 1986 |      |

## Liste der Objekte
- Monuments historiques (Objekte) in Chambéry in der Base Palissy des französischen Kultusministeriums